# Marché Bình Tây
Le marché Bình Tây (vietnamien : Chợ Bình Tây ou Chợ Lớn or Chợ Lớn Mới ) ) est le marché central du quartier Cholon de Hô Chi Minh-Ville au Vietnam.

## Histoire
Au fil des ans, le marché de Binh Tay a toujours été une plaque tournante des affaires non seulement pour les Vietnamiens et les Chinois de la ville, mais aussi pour les agriculteurs vietnamiens commercialisant des productions provenant de toutes les régions du Sud-Vietnam.
Le marché de Bình Tây a été construit, ou du moins fortement soutenu financièrement, par un homme d'affaires chinois nommé Guoyan (郭 琰) mieux connu sous le nom de Quách Đàm (1863-1927), originaire de Chaozhou dans le Guangdong.
Quách Đàm exploitait ses entreprises sous le nom commercial de Thông Hiệp. 
Il a commencé très pauvre, gagnant sa vie en recyclant les ordures et autres matériaux usagés; plus tard, il a commencé à se lancer dans d'autres types d'entreprises, dans lesquelles il a fait fortune. Il y avait autrefois une statue en bronze de Thông Hiệp grandeur nature en plein centre du marché de Bình Tây, entourée de quatre lions de bronze et de quatre dragons de bronze crachant de l'eau dans la fontaine sous laquelle se trouvait la statue de Thông. 
Aujourd'hui, cette statue est située au Musée des Beaux-Arts de Ho Chi Minh-Ville. Les quatre lions et dragons en bronze sont toujours en place.
Le marché de Binh Tay a été construit dans les années 1920 sur une superficie de plus de 25 000 m2 dans l'ancien village de Binh Tay. 
La façade du marché de Binh Tay mesure 89,2 m de long, 108,6 m de large et 13,1 m de haut avec  une grande horloge sur le toit attaché qui symbolise le marché de Binh Tay. 
La principale forme d'activité sur le marché est la vente en gros.

## Galerie

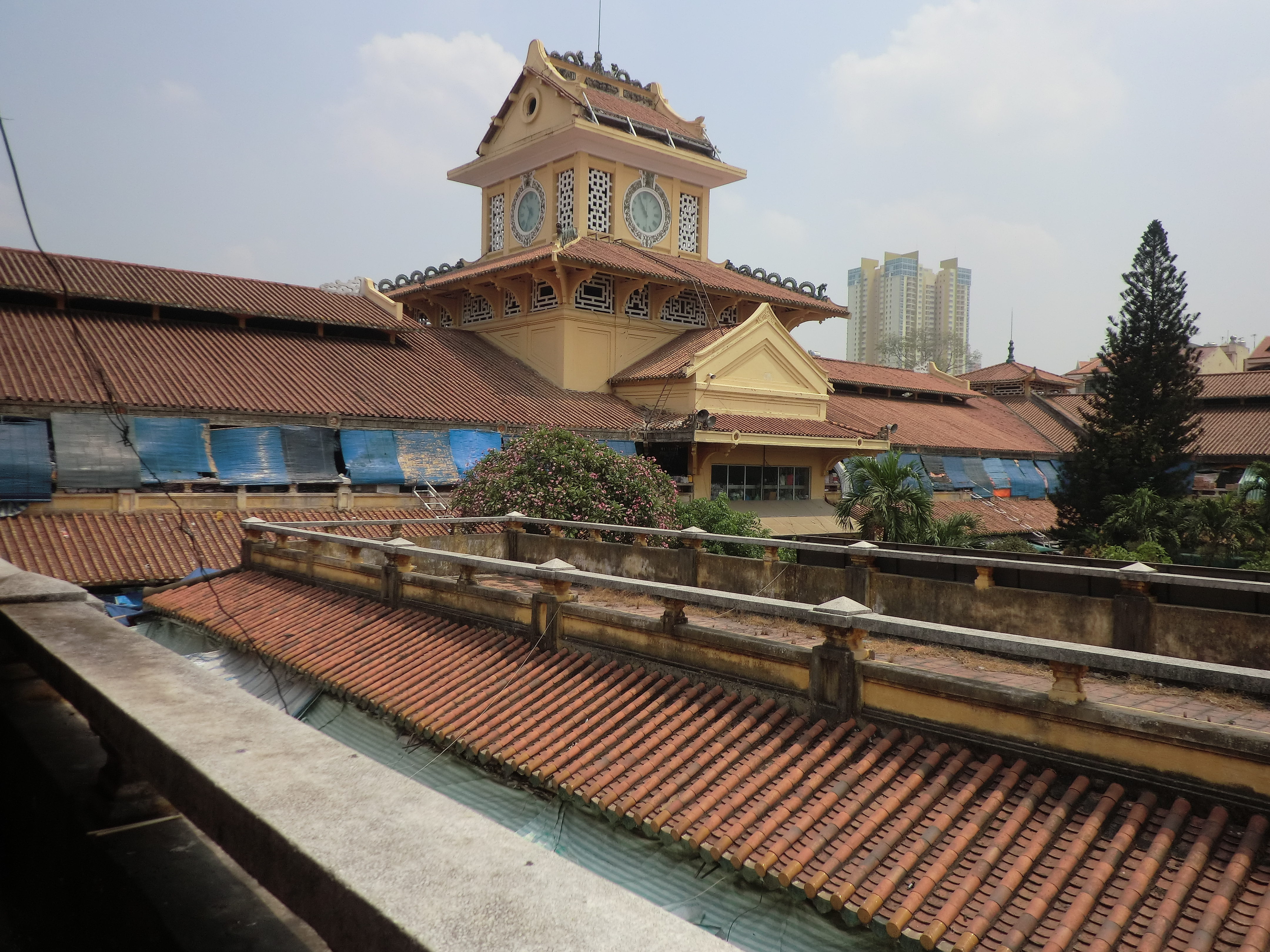
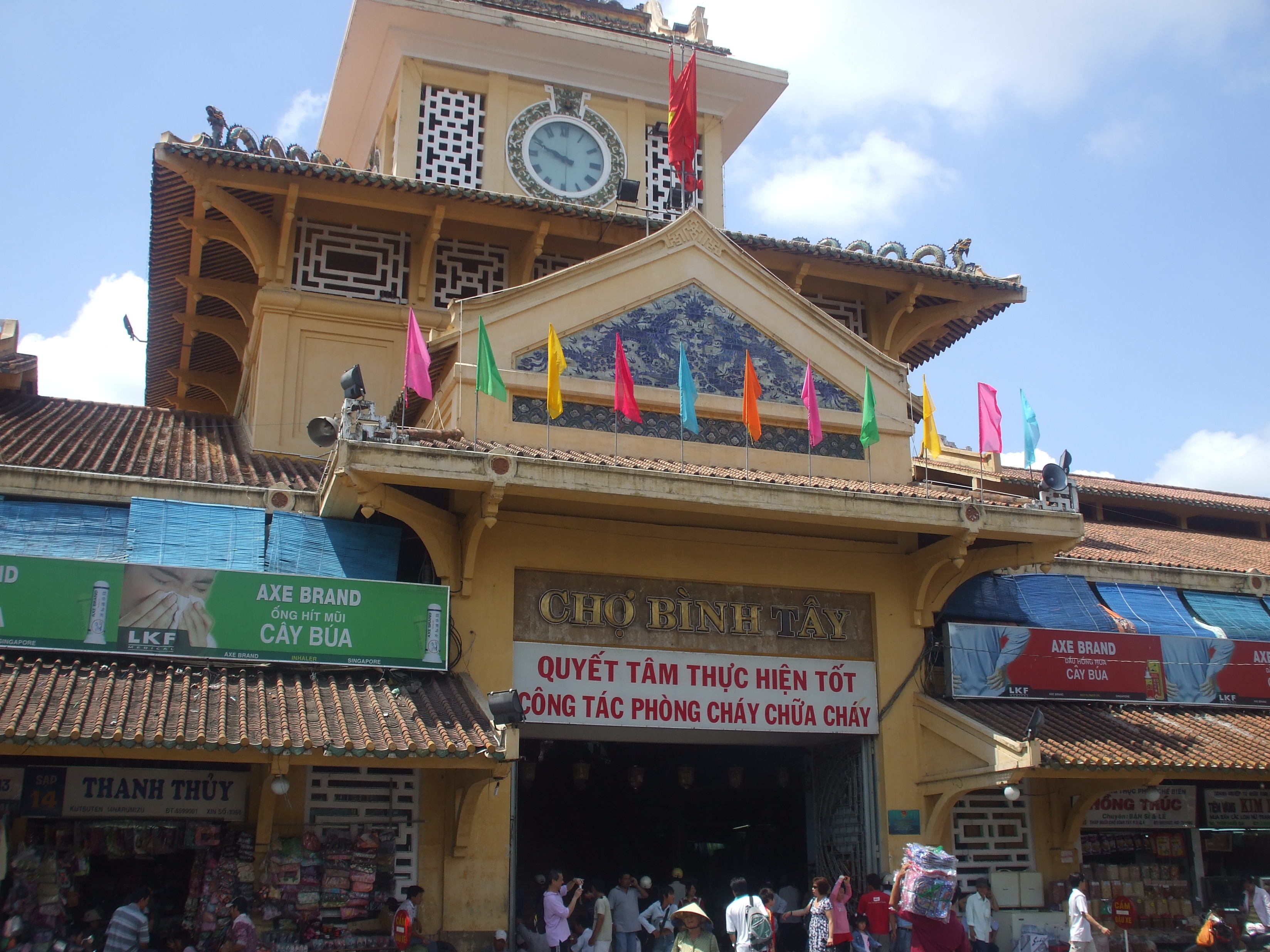
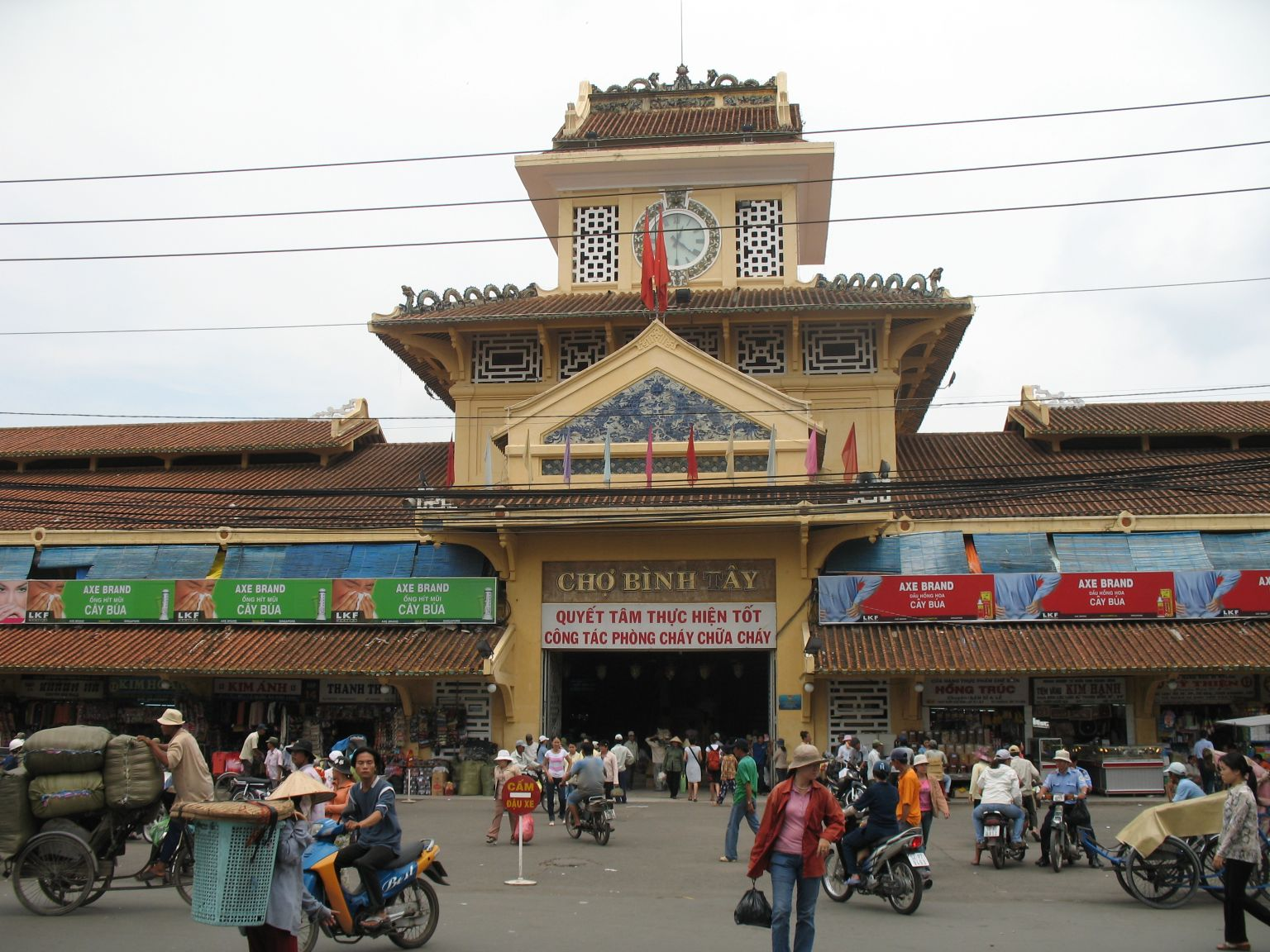

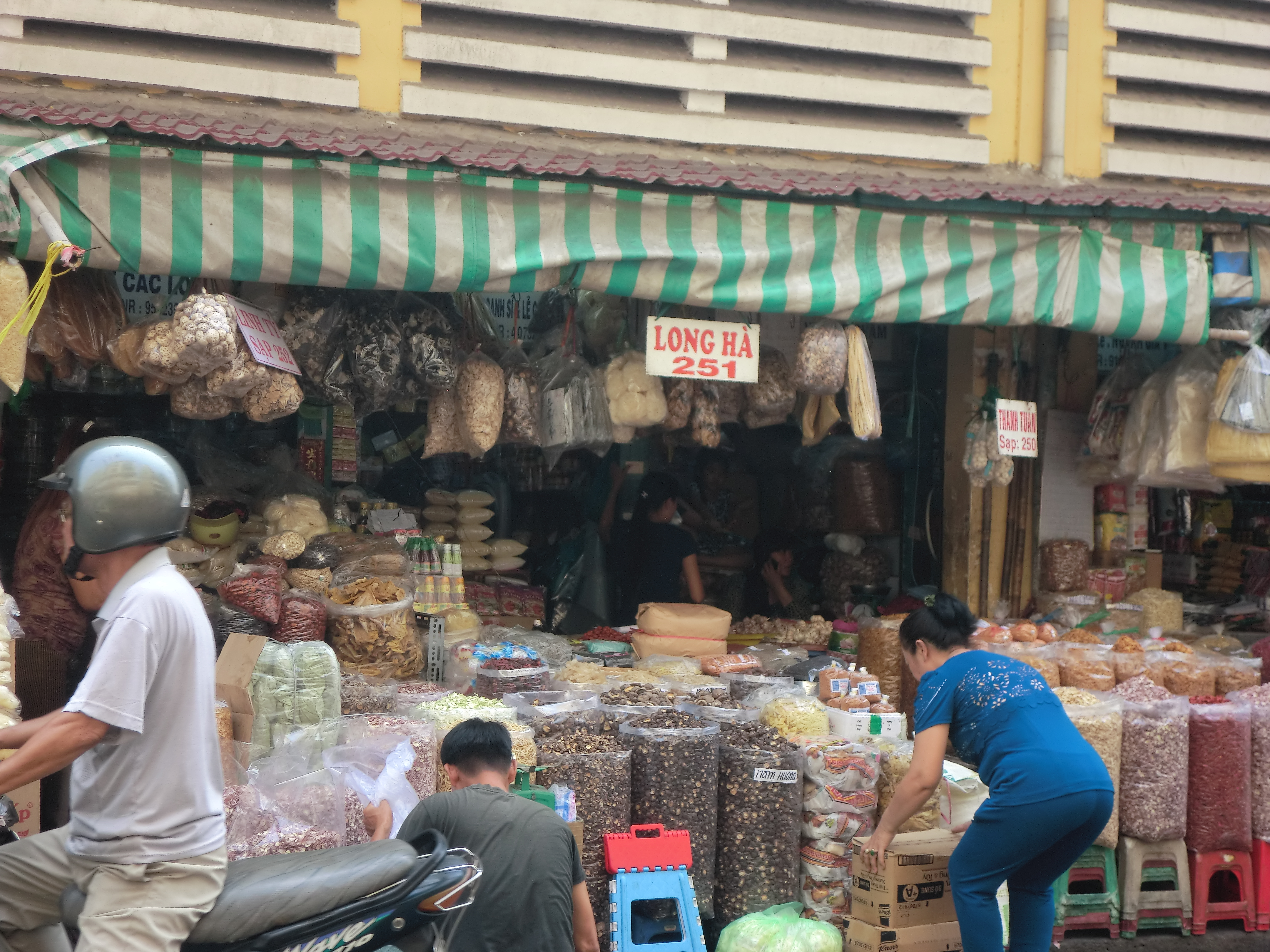
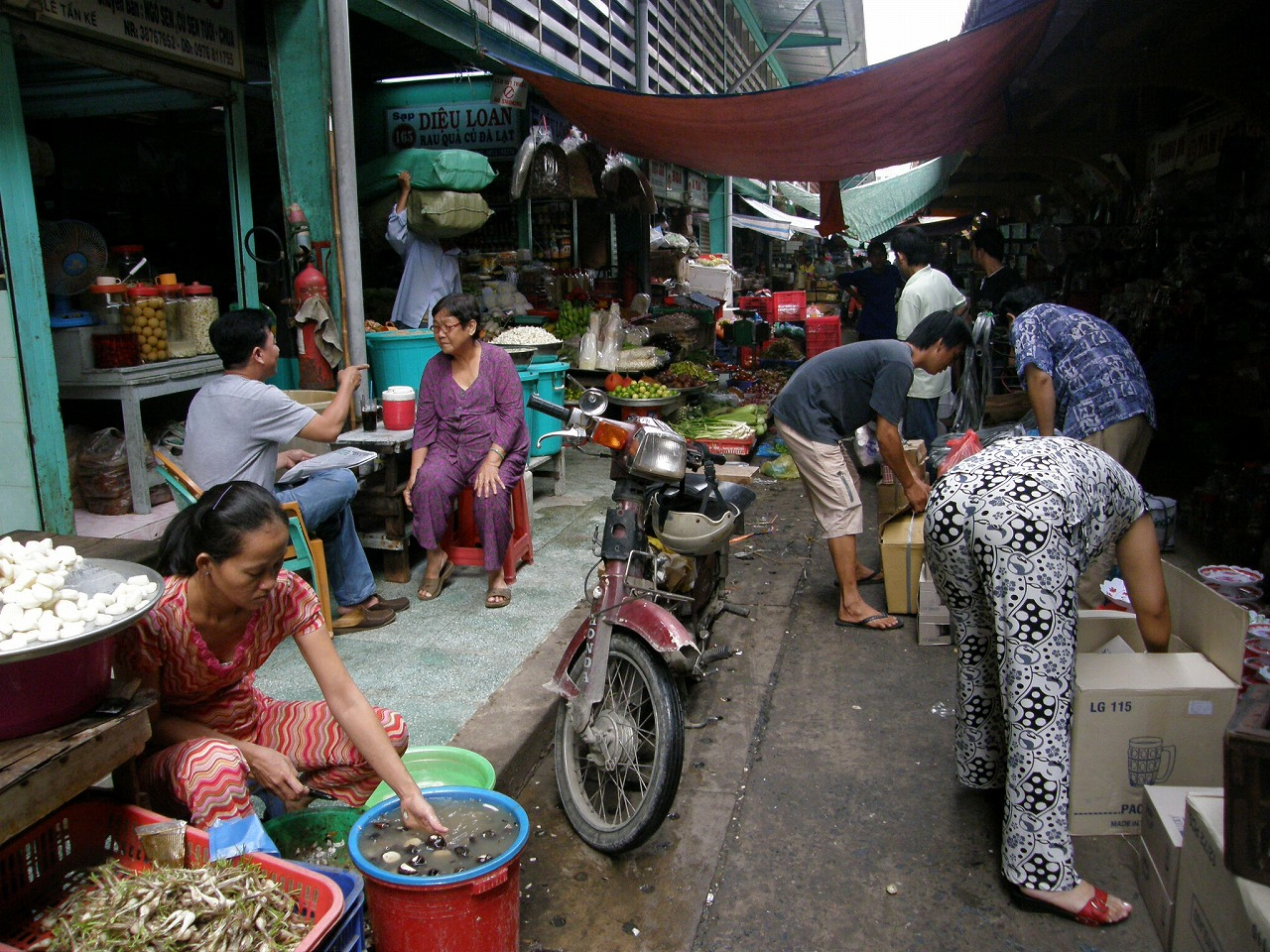
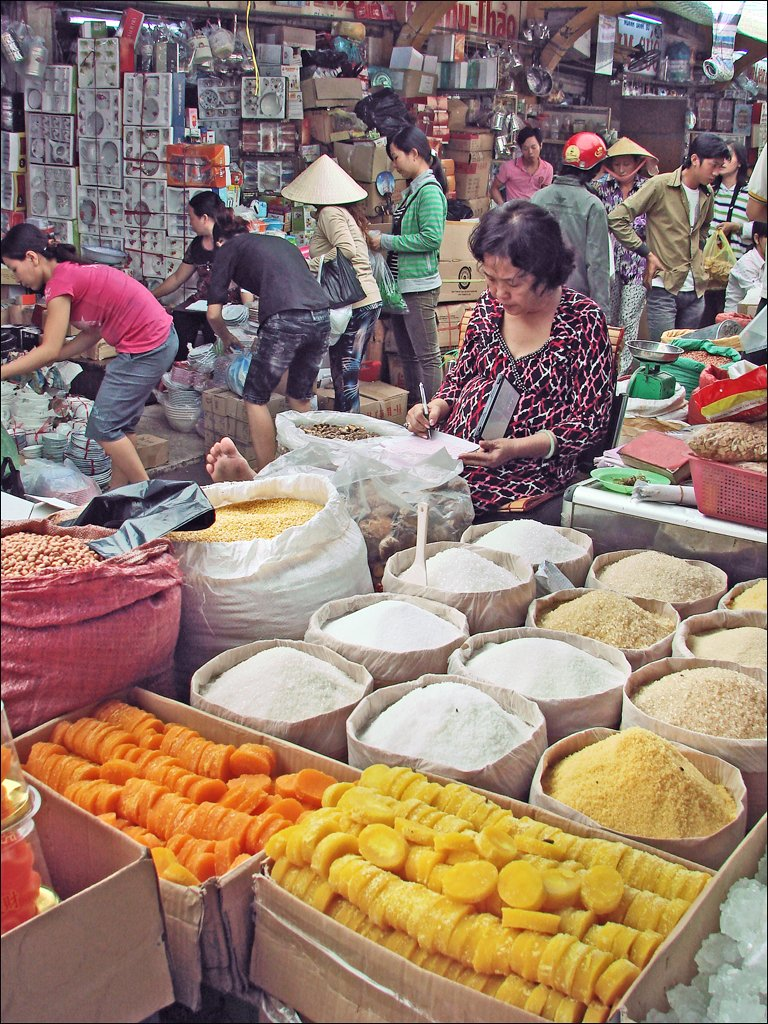